# ریستو ماتاس
ریستو ماتاس (استونیایی: Risto Mätas؛ زادهٔ ۳۰ آوریل ۱۹۸۴) پرتاب‌گر نیزه اهل استونی است.
وی در بازی‌های المپیک تابستانی ۲۰۱۲ و بازی‌های المپیک تابستانی ۲۰۱۶ شرکت کرده‌است.